# Шантес
Шантес (фр. Chantesse) насеље је и општина у источној Француској у региону Рона-Алпи, у департману Изер која припада префектури Гренобл.
По подацима из 2011. године у општини је живело 322 становника, а густина насељености је износила 55,23 становника/km². Општина се простире на површини од 5,83 km². Налази се на средњој надморској висини од 292 метара (максималној 489 m, а минималној 247 m).

## Демографија
| 1962. | 1968. | 1975. | 1982. | 1990. | 1999. | 2011. |
| ----- | ----- | ----- | ----- | ----- | ----- | ----- |
| 125   | 140   | 150   | 213   | 262   | 269   | 322   |

График промене броја становника у току последњих година